# Fatemeh Bodaghi
Fatemeh Bodaghi (en persan : فاطمه بداغی), née vers 1966, est une femme politique iranienne. Elle est vice-présidente de l'Iran chargée des Affaires juridiques entre 2009 et 2013, sous la présidence de Mahmoud Ahmadinejad.